# Aki Turunen
Aki Turunen (* 30. September 1978) ist ein ehemaliger finnischer Radsportler.
Turunen wurde 2011 finnischer Meister im Einzelzeitfahren. Daneben konnte er in seiner Karriere einige kleine Zeitfahrwettbewerbe in Finnland gewinnen.

## Erfolge
2011
- Finnischer Meister im Einzelzeitfahren